# GFriend
GFriend (Hangul: 여자친구; Yeoja Chingu) je šestčlanska južnokorejska dekliška skupina, ki jo je ustanovila agencija Source Music leta 2015. Debitirale so januarja 2015 z EP-jem Season of Glass. V letu 2015 so osvojile več nagrad za najboljšo začetniško skupino leta, čeprav prihajajo iz majhne agencije. Leta 2016 so uspešno nadaljevale z njihovim tretjim EP-jem Snowflake in osvojile prve mesto na več tedenskih glasbenih programih z naslovno skladbo Rough. Julija 2016 so izdale njihov prvi album, imenovan LOL.

## Zgodovina

### 2015:Season of Glass,Flower Bud, in rast priljubljenosti
15. januarja 2015 so izdale njihov debitantski EP Season of Glass. Njihova naslovna skladba Glass Bead je pristala na dvanajstem mestu na glasbeni lestvici Gaon Chart. Na spletnem portalu YouTube je glasbeni video za Glass Bead postal deveti najbolj gledan K-pop posnetek za mesec januar. 28. januarja 2015 jih je ameriški Billboard razglasil za top 5 K-pop izvajalcev, na katere je potrebno biti pozoren v letu 2015.
Njihov drugi EP Flower Bud in glasbeni video za naslovno skladbo Me Gustas Tu je izšel 23. julija 2015.
Skupina je pridobila mednarodno pozornost septembra 2015, ko je izšel amaterski videoposnetek skupine med izvajanjem skladbe Me Gustas Tu, na katerem so nastopale na zelo mokrem odru. Skupina je bila pohvaljena za profesionalnost, še posebej Yuju, ki je med nastopom padla kar osemkrat in si zvila prst, a kljub temu nadaljevala z nastopom.
17. septembra 2015 je bila skupina nominirana na MTV Europe Music Awards v kategoriji Best Korean Act, kot edina dekliška skupina med nominiranimi izvajalci.

### 2016:Snowflakein prvi studijski albumLOL
25. januarja 2016 so GFriend izdale njihov tretji EP imenovan Snowflake z naslovno skladbo Rough, ki je tudi zadnja skladba v njihovi trilogiji s konceptom srednješolskih deklet. S promocijami za nov EP so začele 26. januarja na glasbenem programu The Show. EP je zasedel deseto mesto na Billboardovi World Albums glasbeni lestvici.
2. februarja so s skladbo Rough osvojile prvo zmago na glasbenem programu The Show. Kasneje so zmagale še 14-krat na glasbenih programih M Countdown, Music Bank, Show Champion, in Inkigayo. S skupno 15 zmagami je skladba Rough postala druga najuspešnejša skladba dekliških skupin na korejskih glasbenih programih, zaostala je le za skladbo Luv skupine Apink, ki je leta 2014 zmagala 17-krat.
29. junija 2016 je agencija Source Music napovedala prvi studijski album skupine, imenovan LOL. Album je izšel 11. julija z naslovno skladbo Navillera, ki je imel preko 60.000 prednaročil iz celega sveta.

### 2017:The AwakeninginParallel
Konec februarja 2017 je agencija Source Music naznanila, da bo naslov njihovega četrtega EP-ja The Awakening z naslovno skladbo Fingertip. Album je prednaročilo 100.000 ljudi iz celega sveta, kar je 40.000 več kot njihov prejšnji album, LOL. The Awakening se je povzpel na peto mesto na Billboardovi World Album Chart lestvici.
V začetku avgusta so GFriend izdale njihov peti EP, Parallel, z naslovno skladbo Love Whisper. Septembra je izšla posebna izdaja istega albuma pod imenom Rainbow z novo naslovno skladbo Summer Rain.

## Članice
- Sowon, rojena Kim So-jung 7. decembra 1995
- Yerin, rojena Jung Ye-rin 19. avgusta 1997
- Eunha, rojena Jung Eun-bi 30. maja 1998
- Yuju, rojena Choi Yu-na 4. oktobra 1998
- SinB, rojena Hwang Eun-bi 3. junija 1999
- Umji, rojena Kim Ye-won 19. avgusta 1999

## Diskografija

### Studijski albumi
- LOL (2016)

### EP-ji
- Season of Glass (2015)
- Flower Bud (2015)
- Snowflake (2016)
- The Awakening (2017)
- Parallel (2017, ponovno izdan kot Rainbow)

## Nagrade
Seznam glavnih nagrad, ki jih je prejela skupina GFriend.
| Leto | Nagrada                      | Kategorija                            | Delo    |
| ---- | ---------------------------- | ------------------------------------- | ------- |
| 2015 | Gaon Chart K-Pop Awards      | New Artist of the Year (Female)       | GFriend |
| 2016 | Gaon Chart K-Pop Awards      | Song of the Year (January)            | Rough   |
| 2016 | Mnet Asian Music Awards      | Best Dance Performance – Female Group | GFriend |
| 2016 | Golden Disc Awards           | New Artist of the Year                | GFriend |
| 2017 | Golden Disc Awards           | Digital Bonsang                       | GFriend |
| 2015 | Melon Music Awards           | Best New Artist (Female)              | GFriend |
| 2016 | Melon Music Awards           | Top 10 Artists                        | GFriend |
| 2016 | Melon Music Awards           | Best Dance (Female)                   | Rough   |
| 2016 | Seoul Music Awards           | Best New Artist                       | GFriend |
| 2017 | Seoul Music Awards           | Bonsang Award                         | GFriend |
| 2017 | Soribada Best K-Music Awards | Bonsang Award                         | GFriend |